# Ecce Cor Meum
Ecce Cor Meum är Paul McCartneys fjärde album med klassisk musik, utgivet i september 2006 på EMI. Ecce Cor Meum betyder "se här mitt hjärta".

## Låtlista
1. "Spiritus" - 12:00
2. "Gratia" - 10:50
3. "Interlude (Lament)" - 3:56
4. "Musica" - 15:14
5. "Ecce Cor Meum" - 14:50